# Vogica
Vogica était une société française de fabrication et de distribution de mobilier de cuisines et de salles de bains. La marque Vogica a été lancée en 1976. L'activité de fabrication de cuisine remonte à 1959, à Châtenois dans les Vosges, où a été créée l'usine Manuest qui produit pour la marque. Vogica a axé son offre commerciale sur la création de cuisines et salle de bains personnalisées, posées par des professionnels. La société a étendu son offre en 2007 à du "prêt-à-poser" pour s'adapter à l'évolution du marché.
Sa liquidation judiciaire a été prononcée le 8 novembre 2010.

## Activités et chiffres clés
Le groupe Vogica, jusqu'en novembre 2010, était implanté sur le marché français et proposait des cuisines et salles de bains moyen/haut de gamme. Il exerçait à la fois une activité industrielle, logistique et de distribution, via un réseau d'environ 50 magasins détenus en propre. La croissance de la consommation des cuisines montées (cœur de métier de Vogica) est plus importante que sur les autres segments cuisines, à +3,9 % par an depuis 1996.
Le 20 octobre 2004, Le fonds d'investissement Arcapita investit environ 45 millions d'euros dans VGC S.A (Vogica). Vogica n'est pas membre du SNEC (Syndicat des équipements de cuisine). Vogica est membre du club distributeur de l'IPEA] (Institut de Promotion et d’Études de l’Ameublement), l’observatoire des marchés de l’ameublement.
- Effectifs du groupe: 1 500 personnes.
- CA consolidé 2006 du groupe : 155 M€.
- CA consolidé 2007 du groupe : 170 M€.
- De 2000 à 2006 croissance annuelle du CA de Vogica : 11,5 %.
- Fin septembre 2010 la société dépose le bilan.

## La liquidation judiciaire de la société
Le tribunal de commerce d'Évry a prononcé lundi 8 novembre 2010 la liquidation judiciaire de la société, qui employait 713 personnes et qui s'était déclarée en cessation de paiements fin septembre. En difficultés financières depuis des années, elle s'était trouvée face à un casse-tête industriel et logistique cette année: elle n'arrivait plus à satisfaire les commandes des clients, après sa décision de sous-traiter la production chez un partenaire extérieur, Nevelt.
Vogica « laisse en plan » plusieurs milliers de commandes, pour lesquelles ont été versés entre 5 et 6 millions d'euros d'acomptes par les consommateurs.

## Principaux Concurrents
Mobalpa, Cuisines Schmidt, Arthur Bonnet, dans le segment des spécialistes de cuisine et salle de bains moyen/haut de gamme proposant des meubles montés en usine et posés par des professionnels. Contrairement à ses concurrents qui utilisent des réseaux de concessionnaires indépendants, Vogica possède ses propres points de vente.

## Produits
Vogica commercialise plus de 200 modèles de tous les styles et coloris. La gamme couvre un large éventail, de la cuisine traditionnelle à la cuisine urbaine "branchée". Longtemps à contre-courant de la tendance de la cuisine à réaliser soi même, Vogica s'ouvre depuis 2007 sur ce segment avec le lancement d'une nouvelle gamme "prêt à poser" destinée à une population de bricoleurs qui souhaitent poser eux-mêmes leur cuisine. Vogica livre alors à ses clients des meubles montés en usine que le client assemble (ce qui se différencie du meuble en kit qui demande une étape de montage de chaque meuble).

## Slogans: historique et évolution
- 1980 : "Vogica, la solide cuisine des Vosges".
- 1983 : "Cuisines Vogica, elles sont faites comme vous".

## Histoire
La marque Vogica a été lancée en 1976 par Patrick Lasry et Giuseppe Martinelli.
Le nom de la marque est destiné à évoquer les Vosges, région forestière d'où était coupé le bois (sapin et hêtre) servant à créer les meubles commercialisés par la société. Dès le début, Vogica a pris le parti de la robustesse en proposant des meubles en bois massif, plus chers, mais résistants.
Historique :
- 1959 : Création de Manuest (la filiale de fabrication de Vogica située à Châtenois dans les Vosges).
- 1976 : Vogica se lance sur le marché de la cuisine équipée.
- 1981 : Première Publicité Vogica à la télévision sous la houlette de Nicole Weill, alors directrice marketing.
- 1981 : Début du développement en France d’un réseau de revendeurs spécialisés à l’enseigne Vogica.
- 1982 : Lancement d’une collection d’électroménagers encastrables fabriqués sous la marque Vogica.
- 1997 : Développement d’un réseau de magasins en propre en France : Vogica devient une marque Enseigne.
- 2000 : Ouverture du plus grand magasin de cuisines et de salles de bains de Paris (900 m²) Vogica, Boulevard Raspail.
- 2001 : Rachat de Vogica par le fonds d'investissement Arcapita Ltd (First Islamic Investissement Bank).
- 2005 à 2007 : Ouvertures de 8 magasins en propre par an.
- 2007 : Lancement d’une nouvelle gamme : les "prêts à poser".
- 2007 : Nominations de MM Deruelle, Perdriau et Blunden comme DG de la société.
- 2009 : Patrick Puy[4], connu pour avoir été le liquidateur de 3 usines Moulinex en Normandie, nommé directeur de Manuest.
- 2009 : Un plan social qui doit licencier 248 salariés à Manuest (le constructeur) est prévu.
- 2010 : La société Nevelt issue du Groupe Parisot reprend la fabrication de Vogica pour 50 001 euros. Manuest ne fabrique plus Vogica.
- 2010 : William Ego nommé P-DG
- 2010 : Le 24 septembre l'enseigne Vogica a déposé son bilan en raison de difficultés financières[5].
- 2010 : Le 8 novembre, liquidation judiciaire.

## Publicités
Réalisées dans les années 1980, les publicités de Vogica ont oscillé entre des publicités classiques vantant le produit et d'autres plus humoristiques, détournant par exemple le cliché de l'amant caché dans la penderie pour mettre en scène une épouse cachant le sien dans un placard de sa cuisine Vogica. La marque elle-même est parfois détournée dans ses propres publicités en devenant « une cuisine CAGIVO ».
Certaines d'entre elles ont été produites par des réalisateurs de renom tel que Étienne Chatiliez, réalisateur notamment de La vie est un long fleuve tranquille.